# Nicolas Fethi Türksever
Nicolas Fethi Türksever (* 1989 in Freiburg im Breisgau) ist ein deutsch-türkischer Schauspieler.

## Leben
Nicolas Fethi Türksever absolvierte von 2011 bis zum Herbst 2014 sein Schauspielstudium an der Bayerischen Theaterakademie August Everding in München.
Erste Bühnenengagements hatte er bereits während seines Studiums am Metropoltheater München, am Volkstheater München und in „Auerbachs Kellertheater“ in Staufen.
In den Spielzeiten 2014/15 und 2015/16 war er festes Ensemblemitglied am Staatstheater Darmstadt und trat u. a. in Prinz Friedrich von Homburg (Regie: Juliane Kann, als Obrist Kottwitz), Romeo und Julia (Regie: Robert Gerloff, als Mercutio/Lady Capulet) und als Maximilian in Geld und Gott (Regie: Steffen Klewar) von Brigitte und Niklaus Helbling auf. In der Spielzeit 2015/16 übernahm er am Staatstheater Darmstadt, an der Seite von Jannik Nowak (Karl Moor), die Rolle des Franz Moor in einer Neuinszenierung von Schillers Frühwerk Die Räuber. In der Spielzeit 2016/17 war er am Staatstheater Darmstadt als Gast weiterhin in der Rolle des Franz Moor zu sehen.
Ab der Spielzeit 2016/17 war er festes Ensemblemitglied am Staatstheater Mainz. Dort war er u. a. der Prinz im Weihnachtsmärchen Drei Haselnüsse für Aschenbrödel (Regie: Nora Bussenius), der Meister in Meister und Margarita (Regie: Jan-Christoph Gockel) und Orestes im gleichnamigen Stück von Euripides (Regie: Niklaus Helbling).
In der Spielzeit 2017/18 stand er am Staatstheater Mainz u. a. als Laertes in Hamlet (Regie: K.D. Schmidt) und als Valère in Tartuffe (Regie: Christoph Frick) auf der Bühne.
Ab der Spielzeit 2018/19 war festes Ensemblemitglied am Nationaltheater Mannheim, wo er ab September 2018 u. a. den Franz Moor in Christian Weises Räuber-Inszenierung spielte. Mittlerweile arbeitet Nicolas Fethi Türksever als Gast am Nationaltheater Mannheim.
Seit der Spielzeit 2023/24 ist er am Schauspiel Essen als Mephisto in Fatma Aydemirs Goethe-„Überschreibung“ Doktormutter Faust zu sehen (Regie: Selen Kara).
Nicolas Fethi Türksever wirkte auch in einigen Film- und TV-Produktionen mit. In der 15. Staffel der ZDF-Serie Der Kriminalist (2020) übernahm er eine der Episodenhauptrollen als tatverdächtiger junger Türke Ersun Bayram, der versucht, mit einem Bürgerbegehren das Bauvorhaben eines russischen Immobilienspekulanten zu verhindern. In der 18. Staffel der ZDF-Serie SOKO Köln (2021) spielte er den tatverdächtigen, arbeitslosen Koch Dino Agostini. In der 8. Staffel der TV-Serie In aller Freundschaft – Die jungen Ärzte (2022/23) war er in zwei Folgen jeweils in einer dramatischen Episodenhauptrolle als Weltumsegler und werdender Vater Milo Hermann, bei dem eine Morbus-Crohn-Erkrankung festgestellt wird, zu sehen. In der 4. Staffel der TV-Serie WaPo Berlin (2023) übernahm er eine Episodenrolle als tatverdächtiger, „testosterongesteuerter“ Türsteher und Ex-Freund einer verschwundenen jungen Frau.
In der 11. Staffel der ZDF-Serie Bettys Diagnose (2024/25) übernahm Türksever die Rolle des „zupackenden“ und „geradlinigen“ Notarztes Dr. Tarik Şahin, der Stationsarzt auf der Aufnahmestation wird. Er gehört zur Hauptbesetzung der Serie.
Nicolas Fethi Türksever lebt in Berlin.

## Filmografie (Auswahl)
- 2014: Polizeiruf 110: Morgengrauen (Fernsehreihe)
- 2017: Pestana (Kurzfilm)
- 2020: Der Kriminalist: Roter Schatten (Fernsehserie, eine Folge)
- 2021: SOKO Köln: Zwei Väter (Fernsehserie, eine Folge)
- seit 2022: Wrong – Unzensiert (Fernsehserie)
- 2022, 2023: In aller Freundschaft – Die jungen Ärzte: Reisende, Sicherer Hafen (Fernsehserie, zwei Folgen)
- 2023: Nur ein bisschen (Musikvideo von Louka)[19]
- 2023: WaPo Berlin: Kleine Freiheit (Fernsehserie, eine Folge)
- 2024: Notruf Hafenkante: Zwangsvollstreckung (Fernsehserie, eine Folge)
- seit 2024: Bettys Diagnose (Fernsehserie)